# Jeśniak czarny
Jeśniak czarny (Hylesinus crenatus) – gatunek owada z rodziny ryjkowcowatych z rzędu chrząszczy.

## Ekologia
Podstawową rośliną żywicielską jest jesion, sporadycznie spotykany na dębie, lipie, klonie, orzechu i bzie lilaku. Opada głównie starsze drzewa, gdzie żeruje na pniach pod grubszą korą, rzadziej na gałęziach. Chodnik macierzysty poprzeczny, długości 5–8 cm, przebiega głównie w korze, chodniki larwalne o długości do 30 cm; nieraz silnie poplątane; komory poczwarkowe w korze. Po wylęgu młode chrząszcze prowadzą żer uzupełniający w szyi korzeniowej starszych jesionów, gdzie w grubej korze wygryzają krótkie chodniki, w których zimują.

## Występowanie
Gatunek rozprzestrzeniony w południowej i środkowej części Europy, na północ docierający do Wysp Brytyjskich i południowych prowincji Fennoskandii, notowany ponadto z Algierii i Syberii. W Polsce jesionowiec czarny zamieszkuje tereny nizinne i górzyste po górną granicę występowania jesiona.